# Clarence R. Huebner
Clarence Ralph Huebner (Bushton, 24 de novembro de 1888 – Washington, D.C., 23 de setembro de 1972) foi um oficial militar do Exército dos Estados Unidos que lutou na Primeira e Segunda Guerra Mundial, alcançando a patente de tenente-general.
Huebner nasceu na cidade de Bushton no Kansas, filho de Samuel G. Huebner e Martha Richel. Ele passou sua infância na fazenda da família. Ele alistou-se no exército em 1910 e passou sete anos no 18º Regimento de Infantaria, chegando na patente de sargento. Durante a Primeira Guerra, Huebner liderou forças da 1ª Divisão de Infantaria na Batalha de Cantigny, na Batalha de Saint-Mihiel e na Ofensiva Meuse-Argonne. Por seus serviços na guerra foi condecorado com a Cruz de Serviço Distinto, a Medalha de Serviço Distinto e a Estrela de Prata.
Ele estudou na Escola de Pessoal de Comando e Estado Maior em 1924, também trabalhando como professor na instituição entre 1929 e 1933. Na Segunda Guerra, Huebner liderou parte das forças norte-americanas na Praia de Omaha durante os Desembarques da Normandia em junho de 1944, conseguindo chegar em Saint-Lô. Em seguida conseguiu repelir uma contra-ofensiva alemã em Mortain, perseguindo as forças inimigas pela França até a Batalha de Aachen em outubro. Huebner assumiu o comando do V Corpo, indo para o rio Reno e Elba até o final da guerra.
Após a guerra foi nomeado governador militar na Alemanha Ocupada. Ele aposentou-se em 1950 e morreu em Washington, D.C. aos 83 anos de idade em setembro de 1972.